# 3-WAY
3-WAY — симметричный блочный шифр с закрытым ключом, разработанный Йоаном Дайменом (Joan Daeman), одним из авторов алгоритма Rijndael (иногда называемого AES).

## Общие сведения
Алгоритм 3-Way является 11-шаговой SP-сетью. Используются блок и ключ длиной 96 бит. Схема шифрования, как и характерно для алгоритмов типа SP-сеть, предполагает эффективную аппаратную реализацию.
Вскоре после опубликования был проведён успешный криптоанализ алгоритма 3-Way, показавший его уязвимость для атаки на основе связанных ключей
Алгоритм не запатентован.

## Описание 3-Way

### Шифрование
Шифрование блока открытого текста x:
{\displaystyle For~i~=~0~to~n-1}
{\displaystyle x~=~xXOR~K_{1}}
{\displaystyle x~=~theta(x)}
{\displaystyle x~=~pi-1(x)}
{\displaystyle x~=~gamma(x)}
{\displaystyle x~=~pi-2(x)}
{\displaystyle x~=~x\oplus K^{n+1}}
{\displaystyle x~=~theta(x)}
где
{\displaystyle Theta(x)} — функция линейной подстановки, в основном набор циклических сдвигов и XOR.
{\displaystyle pi-1(x)} и {\displaystyle pi-2(x)} — простые перестановки.
{\displaystyle Gamma(x)} — Функция нелинейной подстановки. Именно это действие и дало имя всему алгоритму, оно представляет собой параллельное выполнение 3-битовых данных.

### Дешифрация
Дешифрование аналогично шифрованию за исключением того, что нужно изменить на обратный порядок битов исходных данных и результата.